# Document
Document — п'ятий студійний альбом американського рок-гурту R.E.M.. Це перший альбом, над яким гурт працював з продюсером Скоттом Літтом.

## Список композицій
Автор музики і слів R.E.M., якщо не зазначено інше. 
| Перша сторона | Перша сторона                                               | Перша сторона |
| #             | Назва                                                       | Тривалість    |
| ------------- | ----------------------------------------------------------- | ------------- |
| 1.            | «Finest Worksong»                                           | 3:48          |
| 2.            | «Welcome to the Occupation»                                 | 2:46          |
| 3.            | «Exhuming McCarthy»                                         | 3:19          |
| 4.            | «Disturbance at the Heron House»                            | 3:32          |
| 5.            | «Strange»                                                   | 2:31          |
| 6.            | «It's the End of the World as We Know It (And I Feel Fine)» | 4:05          |

| Друга сторона | Друга сторона          | Друга сторона |
| #             | Назва                  | Тривалість    |
| ------------- | ---------------------- | ------------- |
| 1.            | «The One I Love»       | 3:17          |
| 2.            | «Fireplace»            | 3:22          |
| 3.            | «Lightnin' Hopkins»    | 3:20          |
| 4.            | «King of Birds»        | 4:09          |
| 5.            | «Oddfellows Local 151» | 5:21          |

## Учасники запису
- Білл Беррі — барабани, бек-вокал
- Пітер Бак — гітара, дульцімер на «King of Birds»
- Майк Міллз — бас-гітара, бек-вокал
- Майкл Стайп — вокал

## Позиції в чартах
| Рік  | Чарт            | Позиція |
| ---- | --------------- | ------- |
| 1987 | Billboard 200   | 10      |
| 1987 | UK Albums Chart | 28      |